# ヴラダン・ラドヴィッチ
ヴラダン・ラドヴィッチ（Vladan Radovic, 1970年12月15日 - ）は、旧ユーゴスラビア生まれでイタリアで活動する映画撮影監督である。

## 略歴
旧ユーゴスラビアのサラエヴォ（現ボスニア・ヘルツェゴビナ領）生まれ。大学卒業後にローマへ移り、1999年にイタリア国立映画実験センターを卒業する。イタリア撮影監督協会（Associazione Italiana Autori della Fotografia Cinematografica、略称AIC）および国際撮影監督連盟（IMAGO）の会員である。

## フィルモグラフィー

### 長編映画
- Saimir（監督：フランチェスコ・ムンズィ）（2004年）
- Mater Natura（監督：マッシモ・アンドレイ）（2005年）
- ミルコのひかり Rosso come il cielo（監督：クリスティアーノ・ボルトーネ）（2005年）
- Oliviero Rising（監督：リキ・ロセオ）（2007年）
- Il resto della notte（監督：フランチェスコ・ムンズィ）（2008年）
- Colpo d'occhio（監督：セルジオ・ルビーニ）（2008年）
- ソネタウラ－“樹の音”の物語 Sonetàula（監督：サルヴァトーレ・メレウ）（2008年）
- Segreti e sorelle（監督：フランチェスコ・ヨスト）（2009年）
- L'estate di Martino（監督：マッシモ・ナターレ）（2010年）
- La prima notte della luna（監督：マッシモ・グリエルミ）（2010年）
- 妹の誘惑 Gli sfiorati（監督：マッテオ・ロヴェーレ）（2011年）
- L'ultimo terrestre（監督：ジャンニ・アルフォンソ・パチノッティ）（2011年）
- Isole（監督：ステファノ・キアンティーニ）（2011年）
- Appartamento ad Atene（監督：ルッジェーロ・ディパオラ）（2011年）
- 来る日も来る日も Tutti i santi giorni（監督：パオロ・ヴィルズィ）（2012年）
- Studio illegale（監督：ウンベルト・カルテーニ）（2013年）
- Passione sinistra（監督：マルコ・ポンティ）（2013年）
- いつだってやめられる　7人の危ない教授たち Smetto quando voglio（監督：シドニー・シビリア）（2014年）
- 黒の魂 Anime nere（監督：フランチェスコ・ムンズィ）（2014年）
- Le piccole idee（監督：ジャコモ・ファエンツァ）（2014年）
- 処女の誓い Vergine giurata（監督：ラウラ・ビスプリ）（2015年）
- La felicità è un sistema complesso（監督：ジャンニ・ザナージ）（2015年）
- 歓びのトスカーナ La pazza gioia（監督：パオロ・ヴィルズィ）（2016年）
- La fuga（監督：サンドラ・ヴァンヌッキ）（2016年）
- いつだってやめられる　10人の怒れる教授たち Smetto quando voglio - Masterclass（監督：シドニー・シビリア）（2017年）
- いつだってやめられる　闘う名誉教授たち Smetto quando voglio - Ad honorem（監督：シドニー・シビリア）（2017年）
- ルチアの恩寵 Troppa grazia（監督：ジャンニ・ザナージ）（2018年）
- 私の娘よ Figlia mia（監督：ラウラ・ビスプリ）（2018年）
- Notti magiche（監督：パオロ・ヴィルズィ）（2018年）
- シチリアーノ　裏切りの美学 Il traditore（監督：マルコ・ベロッキオ）（2019年）
- もしも叶うなら Magari（監督：ジネヴラ・エルカン）（2019年）
- School of Mafia（監督：アレッサンドロ・ポンディ）（2021年）
- Il paradiso del pavone（監督：ラウラ・ビスプリ）（2021年）
- Settembre（監督：ジュリア・ルイーズ・シュタイガーヴァルト）（2022年）
- La seconda chance（監督：ウンベルト・カルテーニ）
- そう言ったでしょ Te l'avevo detto（監督：ジネヴラ・エルカン）（2023年）

### テレビシリーズ
- I delitti del BarLume （2013年「Il re dei giochi e La carta più alta」）
- In Treatment（2013年）
- Romulus（2020年、10エピソード）
- リディア・ポエットの法律 Lidia Poët（2023年、2エピソード）

### 短編映画
- Racconto di guerra（監督：マリオ・アムーラ）（2003年）
- Sulla riva del lago（監督：マッテオ・ロヴェーレ）（2004年）
- De Glauber Para Jirges（監督：アンドレ・リストゥム）（2005年）
- Homo homini lupus（監督：マッテオ・ロヴェーレ）（2007年）
- La pagella（監督：アレッサンドロ・チェッリ）（2009年）
- Solo un gioco（監督：エリーザ・アモルソ）（2010年）
- Biondina（監督：ラウラ・ビスプリ）（2010年）

## 主な受賞
- ダヴィッド・ディ・ドナテッロ賞
  - 2015年：撮影賞（『黒の魂』）

- チャック・ドーロ賞
  - 2020年：最優秀撮影賞（『シチリアーノ　裏切りの美学』）